# فرودگاه اس‌ال‌ای‌اف پالالی
فرودگاه اس‌ال‌ای‌اف پالالی (به انگلیسی: SLAF Palaly) یک فرودگاه همگانی و نظامی با کد یاتا JAF است که یک باند فرود آسفالت دارد و طول باند آن ۲۳۵۰ متر است. این فرودگاه در کشور سری‌لانکا قرار دارد و در ارتفاع ۱۰ متری از سطح دریا واقع شده است.

## شرکت‌های هواپیمایی و مقصدهای پروازی

### مسافری
| شرکت‌های هواپیمایی                         | مقصدهای پروازی                      |
| ----------------------------------------- | ----------------------------------- |
| Air Senok                                 | چارتر: راتمالانا                    |
| فیتس‌ایر                                   | چارتر: راتمالانا، اس‌ال‌ای‌اف چاینا بی |
| Helitours                                 | راتمالانا، اس‌ال‌ای‌اف چاینا بی        |
| Millennium Airlines                       | چارتر: باندرانیکی، راتمالانا        |
| سریلانکان ایرلاینز اجرا توسط Cinnamon Air | چارتر: باندرانیکی                   |

### باری
| شرکت‌های هواپیمایی | مقصدهای پروازی |
| ----------------- | -------------- |
| فیتس‌ایر           | راتمالانا      |